# Vinica (Tomislavgrad)
Pour les articles homonymes, voir Vinica.
Vinica (en cyrillique : Виница) est un village de Bosnie-Herzégovine. Il est situé dans la municipalité de Tomislavgrad, dans le canton 10 et dans la fédération de Bosnie-et-Herzégovine. Selon les premiers résultats du recensement bosnien de 2013, il compte 741 habitants.

## Géographie
Le village est situé à la frontière entre la Bosnie-Herzégovine et la Croatie.

## Démographie

### Évolution historique de la population dans la localité
| 1948 | 1953 | 1961  | 1971  | 1981 | 1991 | 2013 |
| ---- | ---- | ----- | ----- | ---- | ---- | ---- |
| -    | -    | 1 134 | 1 013 | 676  | 412  | 741  |

|  |

### Communauté locale
En 1991, la communauté locale de Vinica comptait 847 habitants, répartis de la manière suivante :